# الإسلام في أرض البنط
الدين الرئيسي في بونت لاند هو الإسلام .   جميع سكان المنطقة هم من المسلمين السنة .  ينص دستور ولاية بونت لاند على أن "الإسلام يجب أن يكون الدين الوحيد لدولة بونتلاند في الصومال . لا يمكن نشر أي دين آخر في ولاية بونت لاند ، في حين أن الدين الإسلامي وتقاليد شعب بونت لاند هي أساس القانون ".  كذلك ، لا يُسمح للمسلمين في بونت لاند بالتخلي عن دينهم.  علاوة على ذلك ، يقيد دستور بونتلاند تشكيل الأحزاب السياسية على أساس دين معين أو معتقدات دينية أو تفسيرات لعقيدة دينية. 